# Pseudochirella mawsoni
Pseudochirella mawsoni är en kräftdjursart som beskrevs av Vervoort 1957. Pseudochirella mawsoni ingår i släktet Pseudochirella och familjen Aetideidae. Inga underarter finns listade i Catalogue of Life.